# Ga Biên Hòa
Ga Biên Hòa là một nhà ga chính trên tuyến đường sắt Bắc Nam thuộc địa phận tỉnh Đồng Nai, tiếp nối sau ga Hố Nai và trước ga Dĩ An. Ga tọa lạc tại đường Hưng Đạo Vương, phường Trấn Biên.
Ga Biên Hoà cách ga Bình Thuận 146 km về phía bắc, cách ga Long Khánh 48 km về phía bắc và cách ga Sài Gòn 29 km về phía nam. Lý trình ga: Km 1697 + 480.

## Bố trí ga
| Sân ga Đường sắt Sân ga | Nơi hành khách lên/xuống | Nơi hành khách lên/xuống | Nơi hành khách lên/xuống |
| Sân ga Đường sắt Sân ga | Hướng Bắc ← Hố Nai       |                          | Dĩ An → Hướng Nam        |
| Sân ga Đường sắt Sân ga | Nơi hành khách lên/xuống |                          |                          |

|  | Hành lang | Dịch vụ khách hàng |

## Lịch sử
- Vào năm 1903, sau khi cầu Rạch Cát và cầu Ghềnh được thi công xong, đường sắt Sài Gòn – Xuân Lộc được đưa vào sử dụng vào ngày 14 tháng 01 năm 1904, đánh dấu sự ra đời của hai chuyến tàu chợ giữa ga Sài Gòn và ga Biên Hòa.
- Vào thời Pháp, nhà ga có kho máy móc, một xưởng phụ và nơi dự trữ nhiên liệu cùng với hai ga khác nhỏ hơn là ga Xuân Lộc, ga Gia Ray.
- Vào năm 2015, nhà ga được xây dựng mới gồm toàn thể nhà ga, khu sửa chữa đầu máy, hiện ga Biên Hòa đang là nhà ga cấp III, thuộc Chi nhánh Khai thác Đường sắt Sài Gòn.[1]